# Placosoma
Placosoma — рід ящірок родини гімнофтальмових (Gymnophthalmidae). Представники цього роду є ендеміками Бразилії.

## Види
Рід Placosoma нараховує 4 види:
- Placosoma cipoense Cunha, 1966
- Placosoma cordylinum Tschudi, 1847
- Placosoma glabellum (Peters, 1870)
- Placosoma limaverdorum Borges-Nojosa, Caramaschi, & Rodrigues, 2016

## Етимологія
Наукова назва роду Placosoma походить від сполучення слів дав.-гр. πλαξ — плита, пласка поверхня і σωμα — тіло.